# Antoni Wróbel
Antoni Wróbel (ur. 11 lutego 1923 w Giszowcu, zm. 2 sierpnia 1988 w Katowicach) – polski hokeista, olimpijczyk z Oslo 1952. 

## Życiorys
Pochodził z Giszowca, był jednym z trzech braci (Alfred, Adolf) uprawiających tę dyscyplinę. Reprezentant klubu Naprzód Janów. Wystąpił 14 razy w reprezentacji Polski. Na igrzyskach olimpijskich w 1952 roku wystąpił sześć razy, zajął 6. miejsce. Reprezentował Polskę czternaście razy. Sprawozdawcy sportowcy nazywali go: Wróbel I.
W trakcie kariery określany pseudonimem Erich.
Został pochowany na cmentarzu przy ulicy Górniczego Stanu w Katowicach.